# Elektrootporno zavarivanje
Elektrootporno zavarivanje (engl. Electric Resistance Welding – ERW) je način zavarivanja električnom energijom gdje se uvijek koristi pritisak i toplina, koja nastaje zbog velikog električnog otpora na mjestu dodira zavarivanih dijelova. To je tzv. Jouleova toplina, za koju vrijedi:
Q = J2 ˑ R ˑ t (J)
gdje je: J – jakost električne struje zavarivanja, R – električni otpor na mjestu dodira zavarivanih dijelova, t – trajanje zavarivanja. Koristi se uglavnom izmjenična struja niskog napona, vrlo velike jakosti i kratkog trajanja.
Samo pri sučeljnom elektrootpornom zavarivanju dolazi do zavara u čvrstom stanju, bez rastaljivanja, dok pri svim drugim načinima elektrootpornog zavarivanja dolazi i do taljenja metala. Velika je prednost ovog postupka da je čist, brz i bez dodatnog materijala. Koristi se naročito u industriji vozila (automobili, bicikli, motocikli, zrakoplovi, tračnička vozila, nuklearna i ratna tehnika), vojnoj industriji, građevinarstvu, prehrambenoj industriji, industriji bijele tehnike i drugo. Spajaju se tanki limovi, do najviše 6 mm. Podesan je za proces masovne proizvodnje, uz mogućnost jednostavnog mehaniziranja i robotiziranja.

## Vrste elektrootpornog zavarivanja

### Točkasto zavarivanje
Točkasto zavarivanje ili točkasto elektrootporno zavarivanje je preklopno zavarivanje taljenjem dvaju dijelova stegnutih između dviju elektroda, kroz koje se dovodi električna struja. Na dodirnom se mjestu obaju dijelova koji se zavaruju stvara Jouleova toplina, koja rastali materijal i talina se izmješa. Nastali zavar ima oblik točke, a presjek mu je u obliku leće. Koristi se za gradnju strojeva i aparata, u elektrotehnici, zrakoplovnoj industriji (u putničkom je zrakoplovu do milijun elektrootporno zavarenih točaka), automobilskoj industriji (u automobilu je preko 15 000 elektrootporno zavarenih točaka), nuklearnoj, raketnoj i svemirskoj tehnici.

### Bradavičasto zavarivanje
Bradavičasto zavarivanje ili bradavičasto elektrootporno zavarivanje istodno je jedno ili visetočkasto zavarivanje dvaju dijelova na mjestima gdje su načinjene izbočine (“bradavice”), koje pritišću na drugi zavarivani dio i preko kojih proteče električna struja zavarivanja. Kada poteče električna struja zavarivanja, izbočina se slegne. Na tom se mjestu materijal rastali, te nastane točkasti zavar, kao i pri točkastom elektrootpornom zavarivanju. Koristi se u strojogradnji za privarivanje vijaka i matica, čepova, kutnika, te u industriji igračaka, bijele tehnike (gdje je zavarivanje u velikim količinama). 

### Šavno zavarivanje
Šavno zavarivanje ili šavno elektrootporno zavarivanje je preklopno (postoji i sučeljno) zavarivanje dvaju dijelova pomoću elektroda u obliku koluta (diska), koji zavarivane dijelove pritišću s obiju strana i istovremeno se pomiču, dok preko njih na mjestu dodira, neprekidno ili u prekidima, protječe električna struja zavarivanja. Nastali zavareni spoj je neprekidan niz preklopnih točkastih zavara (vodonepropusni zavar) ili niz međusobno razmaknutih točkastih zavara (isprekidano zavarivanje). Koristi se za privarivanje ojačanja spremnika goriva ili njihovo zavarivanje, zavarivanje karoserija automobila, vagona, cijevi, posuda, bubnjeva strojeva za pranje, radijatora i slično.

### Sučeljno vodootporno zavarivanje
Sučeljno vodootporno zavarivanje je vrsta elektrootpornog zavarivanja bez taljenja, pri čemu dijelovi koji se zavaruju imaju oblik štapa (različitog oblika i presjeka) ili traka. Zavarivani dijelovi u sučeljnom položaju pritisnu se silom, tako da na dodirnom mjesru nastane tlak, a ujedno se kroz njih određeno vrijeme propušta električna struja zavarivanja određene jakosti. Zbog nastale Jouleove topline i tlaka nastane zadebljani zavareni spoj (deformacija zavarenog mjesta). Koristi se za zavarivanje žice, karika lanca, cijevi i drugo.

### Elektrootporno zavarivanje ogorijevanjem (iskrenjem)
Elektrootporno zavarivanje ogorijevanjem (iskrenjem) je vrsta elektrootpornog zavarivanja gdje je jedan korak postupka zavarivanja tzv. ogorijevanje (rastaljivanje stičnih površina električnom strujom kratkog spoja blagim dodirom, tj. bez pritiska), kako bi se očistile i izravnale površine. Nakon toga, uz povećanje pritiska na zavarivane dijelove (čime se istisne talina) i pojačanje električne struje zavarivanja, slijedi zavarivanje obaju dijelova u krutom stanju, kao pri sučeljnom elektrootpornom zavarivanju. Deformacija na zavarenom mjestu znatno je veća i posebnog je oblika (svarni greben). Takvim zavarivanjem mogu se zavariti dijelovi različitih materijala, čelika s većim udjelom ugljika i visokolegiranog čelika, te drugi materijali osjetljivi na temperaturni ciklus. Koristi se za zavarivanje tračnica, pogonskih osovina, betonskog željeza, teških strojnih dijelova, u valjaonicama i drugo.

### Indukcijsko zavarivanje
Indukcijsko zavarivanje ili indukcijsko elektrootporno zavarivanje je vrsta elektrootpornog zavarivanja gdje se mjesto zavara zagrijava visokofrekventnim induciranim strujama kratkog spoja, što ih u zavarivanim dijelovima inducira izmjenično magnetsko polje indukcijske zavojnice (induktora). Zavarivanje se postiže pritiskom ili bez njega. Brzina je od 6 do 300 m/min, a debljina metala od 0,1 do 12 mm. Visokofrekventna struja stvara jako magnetsko polje, a teče putem najniže induktivnosti. Najgušći tok magnetskih silnica je na mjestu najmanje zračnosti, gdje je i zagrijavanje najveće. Zbog zagrijavanja dolazi do lokalnog taljenja i omekšanja, te uz djelovanje pritiska do trenutnog spajanja. Primjenjuje se za izradu konstrukcijskih profila, šavnih cijevi, pločastih izmjenjivača topline i drugo. Šavne cijevi se tim postupkom izrađuju iz trake neograničene duljine, namotane na kolut.